# Klehivka, Fastiv
Klehivka (în ucraineană Клехівка) este un sat în comuna Fastiveț din raionul Fastiv, regiunea Kiev, Ucraina.

## Demografie
Componența lingvistică a localității Klehivka
     Ucraineană (96,49%)
     Rusă (2,88%)
Conform recensământului din 2001, majoritatea populației localității Klehivka era vorbitoare de ucraineană (96,49%), existând în minoritate și vorbitori de rusă (2,88%).